# Kazım Öz
Kazım Öz, (Turceli, 1973), és un director de cinema i guionista turc d'origen kurd.

## Trajectòria
Va estudiar enginyeria civil a la Universitat Politècnica de Yıldız, i després va obtenir un màster de teatre a la Universitat de Marmara. Durant la carrera va descobrir el cinema i va decidir encarar la seva vida professional a la gran pantalla. El 1992 fou el director del Teatre Jiyana Nu de Şişli.
Després fundà les productores cinematogràfiques Yapim 13 i Mesopotamya Sinema, on va treballar-hi durant anys. A més de dirigir, també treballa com a guionista i productor. Öz compta amb una de les filmografies kurdes més importants dels darrers anys amb un total de vuit pel·lícules, representa una de les referències culturals i socials més importants del seu poble.

## Detenció
El 2018, coincidint amb l'estrena de Zer aquí a Barcelona, va ser detingut el 24 de novembre al ferri Pertek que va d'Elazığ a Dersim, com a part d'una investigació duta a terme des de l'oficina del fiscal general de Diyarbakır, acusat de «pertinença a una organització criminal» i «propaganda per a una organització il·legal». El 25 de novembre, després de declarar al Palau de Justícia de Diyarbakir, va ser posat en llibertat sota control judicial.

## Filmografia

### Pel·lícules
- Fotoğraf (2001)
- Uzak / Dur (2005)
- Fırtına / Bahoz (2008)
- Bir Varmış Bir Yokmuş / He Bû Tune Bû (2014)
- Zer (2017)[4]

### Curtmetratges
- Toprak / Ax (1999)
- 1999 Teknede (curt documental, 1999)
- Wenda (curt, 1988)
- Agire Jiyan: Rehsan (curt, 1997)
- Ellerimiz kanat olacak uçup gidecegiz (curt documental, 1996)
- El yordamiyla renkler (curt documental, 1996)

### Documentals
- Son Mevsim: Şavaklar / Demsala Dawî: Şewaxan (2009)
- Çinara sipî (2015)